# Communauté de communes du Pays de Stenay
La communauté de communes du Pays de Stenay est une ancienne communauté de communes française, située dans le département de la Meuse et la région Grand Est.
La communauté, dont le siège social est à Stenay, a été créée le 1er janvier 1999.
Elle est dissoute le 31 décembre 2016 pour former la communauté de communes du Pays de Stenay et du Val Dunois avec la communauté de communes du Val Dunois.

## Composition
La communauté de communes regroupait 19 communes, représentant 6 167 habitants en 2011.
| Nom                      | Code Insee | Gentilé      | Superficie (km2) | Population (dernière pop. légale) | Densité (hab./km2) |
| ------------------------ | ---------- | ------------ | ---------------- | --------------------------------- | ------------------ |
| Stenay (siège)           | 55502      | Stenaisiens  | 27,16            | 2 754 (2014)                      | 101                |
| Autréville-Saint-Lambert | 55018      |              | 4,01             | 43 (2014)                         | 11                 |
| Baâlon                   | 55025      |              | 14,76            | 305 (2014)                        | 21                 |
| Beauclair                | 55036      | Beauclairois | 4,84             | 92 (2014)                         | 19                 |
| Beaufort-en-Argonne      | 55037      |              | 11,09            | 147 (2014)                        | 13                 |
| Brouennes                | 55083      | Brouennois   | 12,22            | 149 (2014)                        | 12                 |
| Cesse                    | 55095      |              | 5,30             | 128 (2014)                        | 24                 |
| Halles-sous-les-Côtes    | 55225      |              | 5,51             | 163 (2014)                        | 30                 |
| Inor                     | 55250      | Inorois      | 6,46             | 187 (2014)                        | 29                 |
| Lamouilly                | 55275      |              | 4,76             | 99 (2014)                         | 21                 |
| Laneuville-sur-Meuse     | 55279      |              | 22,82            | 430 (2014)                        | 19                 |
| Luzy-Saint-Martin        | 55310      |              | 7,35             | 112 (2014)                        | 15                 |
| Martincourt-sur-Meuse    | 55323      |              | 5,96             | 66 (2014)                         | 11                 |
| Moulins-Saint-Hubert     | 55362      |              | 8,14             | 174 (2014)                        | 21                 |
| Mouzay                   | 55364      |              | 35,73            | 710 (2014)                        | 20                 |
| Nepvant                  | 55377      |              | 5,15             | 82 (2014)                         | 16                 |
| Olizy-sur-Chiers         | 55391      |              | 9,22             | 191 (2014)                        | 21                 |
| Pouilly-sur-Meuse        | 55408      |              | 11,83            | 191 (2014)                        | 16                 |
| Wiseppe                  | 55582      |              | 5,69             | 109 (2014)                        | 19                 |

## Administration
À partir de 2014, le Conseil communautaire est composé de 38 délégués, dont 5 vice-présidents.

### Présidents
| Période                                  | Période    | Identité         | Étiquette | Qualité                    |
| ---------------------------------------- | ---------- | ---------------- | --------- | -------------------------- |
| Les données manquantes sont à compléter. |            |                  |           |                            |
|                                          | avril 2008 | Étienne Demulder |           | Maire de Stenay            |
| avril 2008                               | En cours   | Daniel Guichard  |           | Maire de Pouilly-sur-Meuse |